# 王璣 (嘉靖進士)
王璣（1490年—1563年），字在叔，號在菴，浙江衢州府西安縣人，民籍，明朝政治人物。

## 生平
早年入王守仁門下。嘉靖七年（1528年）戊子科浙江鄉試第四十二名舉人，八年（1529年）中式己丑科會試第二百四十八名，三甲第一百五十九名進士。授兵科給事中，十一年（1532年）差視內庫及御馬等監局，七月與河南道監察御史楊宜往山西大同勘察軍事失利一案，十二年（1533年）七月出為山東按察司僉事、兵備武定，十六年（1537年）升江西布政使司右參議，二十年（1541年）二月升山東按察司副使、兵備天津，督運廟工木材，二十三年（1544年）丁父憂，二十四年（1545年）丁母憂，服闋，二十九年（1550年）起為山東按察司副使、兵備徐州，同年秋升福建布政使司右參政，當時江北濟淮人民逃移，田地荒蕪，朝廷設才望重臣撫治，三十年（1551年）六月任都察院右僉都御史，充淮徐兗等處招撫營田使，三十二年（1553年）四月被兵科左給事中游震得論劾，回籍聽勘，致仕歸里，四十二年（1563年）卒於家。

## 著作
著有《在菴遺稿》。

## 家族
曾祖王時言；祖父王璽；父王文暉（1456年-1544年），號吉菴，封奉政大夫山東按察司佥事；母張氏。